# 19 avril en sport
19 mars 19 mai
Chronologies thématiques
- Croisades
- Ferroviaires
- Disney

Le 19 avril (109e jour de l'année ou 110e en cas d'année bissextile) en sport.

## Événements

### XIXesiècle
- 1879 :
  - (Football) : fondation du club suisse de football du FC Saint-Gall.

### XXesièclede1901à1950
- 1931 :
  - (Sport automobile) : le monégasque Louis Chiron remporte le Grand Prix automobile de Monaco sur une Bugatti.

### XXesièclede1951à2000
- 1970 :
  - (Sport automobile/Formule 1) : le britannique Jackie Stewart remporte le Grand Prix automobile d'Espagne sur une March-Ford.
- 1973 :
  - (Sport automobile/Rallye) : départ du Rallye Safari.
- 1976 :
  - (Sport automobile/Rallye) : arrivée du Rallye Safari et victoire du kényan Joginder Singh et de son copilote David Doig.
- 1984 :
  - (Sport automobile/Rallye) : départ du Rallye Safari.

### XXIesiècle
- 2008 :
  - (Handball) : en battant Toulouse sur le score de 36-34, lors de la 24e journée, Montpellier remporte, à deux journées de la fin du championnat, son 10e titre de champion de France.
  - (Haltérophilie) : aux Championnats d'Europe d'haltérophilie organisés à Lignano (Italie), le français Benjamin Hennequin obtient la médaille de bronze à l'épreuve de l'épaulé-jeté et bat son propre record de France de la spécialité, atteignant pour la première fois la barre symbolique des 200 kg.
- 2009 :
  - (Sport automobile/Formule 1) : l'allemand Sebastian Vettel remporte le Grand Prix de Chine sur une Red Bull-Renault.
- 2014 :
  - (Football) : au Stade de France, victoire du PSG en finale de la Coupe de la Ligue contre l'Olympique lyonnais sur le score de 2 buts à 1.

## Naissances

### XIXesiècle
- 1879 :
  - Archie Robertson, athlète de demi-fond et de haies britannique. Champion olympiquedu 3 miles par équipes et médaillé d'argent du 3 200 m steeple aux Jeux de Londres 1908. († 18 avril 1957).
- 1885 :
  - John Stol, cycliste sur piste néerlandais. († 26 juillet 1973).
- 1888 :
  - Marcel Godard, cycliste sur route français. Vainqueur de Paris-Bourges 1922. († 28 septembre 1965).
- 1896 :
  - Philip McCloy, footballeur puis entraîneur écossais. (2 sélections en équipe nationale).  († 26 novembre 1971).

### XXesièclede1901à1950
- 1916 :
  - Bruno Chizzo, footballeur italien. Champion du monde de football 1938. († 14 août 1969).
- 1922 :
  - Kuno Klötzer, entraîneur de football allemand. Vainqueur de la Coupe d'Europe des vainqueurs de coupe 1977. († 6 août 2011).
- 1924 :
  - Werner Kohlmeyer, footballeur allemand. Champion du monde de football 1954. (22 sélections en équipe nationale). († 26 mars 1974).
- 1940 :
  - Kurt Ahrens, pilote de course automobile allemand.
- 1944 :
  - Keith Erickson, basketteur américain.

### XXesièclede1951à2000
- 1952 :
  - Alexis Argüello, boxeur puis homme politiquenicaraguayen. Champion du monde poids plumes de boxe de 1974 à 1976, champion du monde poids super-plumes de boxe de 1978 à 1980 puis champion du monde poids légers de boxe de 1981 à 1983. († 1er juillet 2009).
- 1953 :
  - Sara Simeoni, athlète de sauts italienne. Médaillée d'argent de la hauteur aux Jeux de Montréal 1976 puis championne olympique aux Jeux de Moscou 1980 et médaillée d'argent aux Jeux de Los Angeles 1984. Championne d'Europe d'athlétisme de saut en hauteur 1978. Détentrice du record du monde du 4 août 1978 au 8 septembre 1982.
- 1954 :
  - Trevor Francis, footballeur puis entraîneur anglais. Vainqueur de la Coupe des clubs champions 1979. (52 sélections en équipe nationale). († 24 juillet 2023).
- 1956 :
  - Randy Carlyle, hockeyeur sur glace puis entraîneur canadien.
- 1960 :
  - Yvon Le Roux, footballeur puis consultant TV français. Champion d'Europe de football 1984. (28 sélections en équipe de France).
  - Frank Viola, joueur de baseball américain.
- 1961 :
  - Spike Owen, joueur de baseball américain.
- 1962 :
  - Alberto Tonut, basketteur italien.
  - Al Unser Jr, pilote de course automobile américain. Vainqueur des 500 miles d'Indianapolis 1992 et 1994.
- 1964 :
  - Marcus Ehning, biathlète est-allemand puis allemand. Médaillé d'argent du 20 km individuel aux Jeux de Sarajevo 1984 puis champion olympique du 10 km sprint et du 20 km individuel aux Jeux de Calgary 1988. Champion du monde de biathlon du 10 km sprint 1985, champion du monde de biathlon du 10 km sprint, du 20 km individuel et du relais 4 × 7,5 km 1987 puis champion du monde de biathlon du relais 4 × 7,5 km 1989.
- 1967 :
  - Philippe Saint-André, joueur de rugby à XV puis entraîneur français. Vainqueur du Tournoi des cinq nations 1993. (69 sélections en équipe de France). Sélectionneur de l'équipe de France de 2011 à 2015.
- 1970 :
  - Arnaud Briand, hockeyeur sur glace français.
  - Kelly Holmes, athlète de demi-fond britannique. Médaillée de bronze du 800 m aux Jeux de Sydney 2000 puis championne olympique du 800 m et 1 500 m aux Jeux d'Athènes 2004.
- 1972 :
  - Sonja Nef, skieuse alpine suisse. Médaillée de bronze du géant aux Jeux de Salt Lake City 2002. Championne du monde de ski du géant 2001.
  - Rivaldo, footballeur brésilien. Médaillé de bronze aux Jeux d'Atlanta 1996. Champion du monde football 2002. Vainqueur de la Copa América 1999, de la Ligue des champions 2003. (77 sélections en équipe nationale).
- 1974 :
  - Marcus Ehning, cavalier de sauts d'obstacles allemand. Champion olympique aux Jeux de Sydney 2000. Champion d'Europe de saut d'obstacles par équipes 1999, 2003 et 2005
- 1978 :
  - Gabriel Heinze, footballeur puis entraîneur argentin. Champion olympique aux Jeux d'Athènes 2004. (72 sélections en équipe nationale).
- 1980 :
  - Amélie Goudjo, handballeuse française. Médaillée d'argent au Mondial de handball féminin 2009 et 2011. (101 sélections en équipe de France).
- 1981 :
  - Martin Havlat, hockeyeur sur glace tchèque. Champion du monde de hockey sur glace 2000.
  - Paccelis Morlende, basketteur français.
  - Troy Polamalu, joueur de foot U.S. américain.
- 1982 :
  - Bertrand Carletti, volleyeur français. Vainqueur de la Ligue des Champions 2006. (2 sélections en équipe de France).
  - Sitiveni Sivivatu, joueur de rugby à XV fidjien et néo-zélandais. (45 sélections avec l'équipe de Nouvelle-Zélande).
- 1983 :
  - Armand Charles, basketteur français.
  - Joe Mauer, joueur de baseball américain.
- 1985 :
  - Valon Behrami, footballeur suisse. (83 sélections en équipe nationale).
  - Nicolas Maurice-Belay, footballeur français.
  - Meselech Melkamu, athlète de fond éthiopienne. Championne du monde de cross-country par équipe des cross long et court 2005, 2006, championne du monde de cross-country du cross long par équipes 2007 et 2008. Championne d'Afrique d'athlétisme du 5 000 m 2008.
- 1986 :
  - Candace Parker, basketteuse américaine. Championne olympique aux Jeux de Pékin 2008 puis aux Jeux de Londres 2012. (33 sélections en équipe nationale).
  - Gabe Pruitt, basketteur américain.
- 1987 :
  - Joe Hart, footballeur anglais. (75 sélections en équipe nationale).
  - Pascal Razakanantenaina, footballeur malgache. (28 sélections en équipe nationale).
  - Maria Sharapova, joueuse de tennis russe. Médaillée d'argent en simple aux Jeux de Londres 2012. Victorieuse du Tournoi de Wimbledon 2004, de l'US Open de tennis 2006, de l'Open d'Australie 2008, des Roland Garros 2012 et 2014 puis des Masters 2004.
- 1988 :
  - Garry Bocaly, footballeur français.
  - Paul Caddis, footballeur écossais. (1 sélection en équipe nationale).
  - Luka Karabatic, handballeur français. Médaillé d'argent aux Jeux de Rio 2016. Champion du monde de handball masculin 2015 et 2017 puis Médaillé de bronze au Mondial de handball 2019. Champion d'Europe de handball masculin 2014 puis médaillé de bronze au CE de handball 2018. (87 sélections en équipe de France).
- 1989 :
  - Genoveva Añonma, footballeuse équatoguinéenne. Championne d'Afrique féminin de football 2008 et 2012. (32 sélections en équipe nationale).
- 1990 :
  - Jackie Bradley, Jr., joueur de baseball américain.
  - Denys Garmash, footballeur ukrainien. (30 sélections en équipe nationale).
  - Damien Le Tallec, footballeur français.
  - Tom Van Asbroeck, cycliste sur route belge.
- 1991 :
  - Kelly Olynyk, basketteur canadien. (24 sélections en équipe nationale).
  - Russ Smith, basketteur américain.
- 1992 :
  - Morteza Pouraliganji, footballeur iranien. (31 sélections en équipe nationale).
  - Marko Todorović, basketteur monténégrin.
- 1993 :
  - Marta Pérez, athlète de demi-fond espagnole.
  - Lia Wälti, footballeuse suisse. (46 sélections en équipe nationale).
- 1995 :
  - Chloé Bouquet, handballeuse française. Championne olympique aux Jeux de Tokyo 2020. Médaillée d'argent à l'Euro 2020. (25 sélections en équipe de France).
  - Aïssatou Kouyaté, handballeuse française.
  - Leah Smith, nageuse américaine. Championne olympique du relais 4 × 200 m nage libre et médaillée de bronze du 400 m nage libre aux Jeux de Rio 2016. Championne du monde de natation du relais 4 × 200 m nage libre 2015.
- 1996 :
  - Catherine Mosengo-Masa, basketteuse française.
- 1998 :
  - Patrik Laine, hockeyeur sur glace finlandais.
  - Ari Leifsson, footballeur islandais.
- 1999 :
  - Corentin Moutet, joueur de tennis français.
  - Luguentz Dort, basketteur canadien.
- 2000 :
  - Azzedine Ounahi, footballeur marocain. (3 sélections en équipe nationale).

### XXIesiècle
- 2001 :
  - Ramón Enríquez, footballeur espagnol.
  - Gustav Isaksen, footballeur danois.
  - Dalton Knecht, basketteur américain.
  - Raphael Onyedika, footballeur nigérian.
- 2002 :
  - Melker Widell, footballeur suédois.

## Décès

### XXesièclede1901à1950
- 1906 :
  - Spencer Gore, 56 ans, joueur de tennis anglais. Vainqueur du Tournoi de Wimbledon 1877. (° 10 mars 1877).
- 1914 :
  - Morton Betts, 66 ans, footballeur anglais. (1 sélection en équipe nationale). (° 30 août 1847).
- 1930 :
  - Ernest Lewis, 63 ans, joueur de tennis britannique. (° 5 avril 1867).
- 1949 :
  - Ulrich Salchow, 71 ans, patineur artistique messieurs suédois. Champion olympique aux Jeux de Londres 1908. Champion du monde de patinage artistique messieurs 1901, 1902, 1903, 1904, 1905, 1907, 1908, 1909, 19010 et 1911. Champion d'Europe de patinage artistique messieurs 1898, 1899, 1900, 1904, 1906, 1907, 1909, 1910 et 1913. (° 7 août 1877).
- 1958 :
  - Billy Meredith, 83 ans, footballeur gallois. (48 sélections en équipe nationale). (° 30 juillet 1874).

### XXesièclede1951à2000
- 1966 :
  - Gösta Åsbrink, 84 ans, gymnaste et pentathlonien suédois. Champion olympique du concours par équipes aux Jeux de Londres 1908 puis médaillé d'argent du pentathlon aux Jeux de Stockholm 1912. (° 18 novembre 1881).
- 1971 :
  - Luigi Piotti, 57 ans, pilote de courses automobile italien. (° 27 octobre 1913).
- 1974 :
  - Ali Neffati, 79 ans, cycliste sur route et sur piste tunisien. (° 22 janvier 1895).
- 1985 :
  - Jean Auréal, 43 ans, pilote de vitesse moto français. (° 28 mai 1941).
- 1986 :
  - Émile Maggi, 78 ans, athlète de marche français. Médaillé de bronze du 10 km aux Championnats d'Europe d'athlétisme 1946 puis médaillé d'argent du 10 km aux Championnats d'Europe d'athlétisme 1950. (° 12 mars 1908).
- 1987 :
  - Paul Maye, 73 ans, cycliste sur route français. Vainqueur de Paris-Roubaix 1945. (° 19 août 1913).

### XXIesiècle
- 2004 :
  - Ronnie Simpson, 73 ans, footballeur écossais. Vainqueur de la Coupe des clubs champions 1967. (5 sélections en équipe nationale). (° 11 octobre 1930).
- 2008 :
  - Constant Vanden Stock, 93 ans, footballeur, entraîneur puis dirigeant sportif belge. Sélectionneur de l'équipe de Belgique de 1958 à 1968. Président du RSC Anderlecht de 1968 à 1996. (° 13 juin 1914).
- 2010 :
  - Edwin Valero, 28 ans, boxeur vénézuélien. Champion du monde poids super-plumes de boxe de 2006 à 2008 et des poids légers de 2009 à 2010. (° 3 décembre 1981).
- 2011 :
  - Grete Waitz, 57 ans, athlète de fond norvégienne. Médaillée d'argent du marathon aux jeux de Los Angeles 1984. Championne du monde d'athlétisme du marathon 1983. Championne du monde en individuelle de cross-country 1978, 1979, 1980, 1981 et aux 1983. Victorieuse des Marathon de New York 1978, 1979, 1980, 1982, 1983, 1984, 1985, 1986 et 1988 puis des Marathon de Londres 1983 et 1986. Détentrice du Record du monde du 3 000m du 24 juin 1975 au 7 août 1976 puis du Record du monde du marathon du 22 octobre 1978 au 18 avril 1983. (° 1 octobre 1953).
- 2012 :
  - René Gaulon, 84 ans, footballeur puis entraîneur franco-béninois. (° 7 juillet 1927).
  - Valeri Vassiliev, 62 ans, hockeyeur sur glace soviétique puis russe. Champion olympique aux Jeux de Sapporo 1972, aux Jeux d'’Innsbruck 1976 puis médaillé d'argent aux Jeux de Lake Placid 1980. Champion du monde de hockey sur glace 1970, 1973, 1974, 1975, 1978, 1979, 1981 et 1982. (° 3 août 1949).
- 2013 :
  - Stan Vickers, 80 ans, athlète de marche britannique. Médaillé de bronze du 20 km marche aux Jeux de Rome 1960. Champion d'Europe d'athlétisme du 20 km marche 1958. (° 18 juin 1932).
- 2017 :
  - Aaron Hernandez, 27 ans, joueur de foot U.S. américain. (° 6 novembre 1989).
- 2019 :
  - Patrick Sercu, 74 ans, cycliste sur route et sur piste belge. Champion olympique du km aux Jeux de Tokyo 1964. Champion du monde de cyclisme sur piste de la vitesse individuelle 1967 et 1969. (° 27 juin 1944).